# Madame de Montesson
Pour les articles homonymes, voir Montesson (homonymie).
Charlotte-Jeanne Béraud de La Haye de Riou, marquise de Montesson (Paris, 4 octobre 1738 - Paris, 5 février 1806) est une femme de lettres française. Elle a aussi été la maîtresse, puis l'épouse secrète de Louis-Philippe, duc d'Orléans.

## Biographie de Charlotte-Jeanne Béraud
Issue d'une famille de petite noblesse bretonne, Charlotte-Jeanne Béraud naît en 1738 dans la paroisse Saint-Sulpice à Paris, de Louis Béraud et Marie-Josephe Minard. Elle épouse à 19 ans, en 1757, Jean-Baptiste, marquis de Montesson qui en a 70, non sans qu'il l'ait  introduite à la cour de Versailles.
Le duc d'Orléans avait autrefois vécu un amour partagé avec Madame Henriette, fille aînée du roi mais n'avait pu l'épouser, Louis XV ne pouvant donner l'autorisation pour des raisons politiques. De même, une tentative en direction de la cour de Bavière avait fait long feu. Le jeune duc avait alors convolé avec la princesse de Conti qui le trompe ouvertement mais meurt jeune en 1759 après lui avoir donné trois enfants en cinq ans.
Madame de Montesson devient veuve à son tour en 1769,,. Sa réputation, sa beauté, ses talents, son amabilité et sa fortune la font rechercher dans la «bonne société» mondaine. Elle devient la maîtresse du duc d'Orléans, succédant à Madame de Villemomble.
Le duc d'Orléans tente à nouveau d'obtenir du roi la permission d'épouser Madame de Montesson, mais c'est cette fois son propre fils, le duc de Chartres, qui s'y oppose résolument. Le roi consent finalement en 1772, à la condition expresse que le mariage reste secret pour que Mme de Montesson ne devienne pas duchesse d'Orléans, mais soit une épouse morganitique, ce qui fait dire que « faute d'avoir pu faire de la marquise de Montesson une duchesse d'Orléans, le duc d'Orléans s'était fait marquis de Montesson ».
La bénédiction nuptiale est donnée le 23 avril 1773 dans la chapelle de l'hôtel de Montesson à la chaussée d'Antin, par le curé de Saint-Eustache dont elle est paroissienne, sur l'autorisation de l'archevêque de Paris et avec le consentement du roi, Sa Majesté « voulant que le mariage restât secret, autant que faire se pourrait », c'est-à-dire aussi longtemps qu'aucun enfant n'en serait le fruit. Le mariage n'est cependant ignoré ni à la Cour ni à la ville, mettant Mme de Montesson, épouse du premier prince du sang sans avoir le titre et le rang de princesse, dans une position intermédiaire fort difficile.

### Une vie discrète

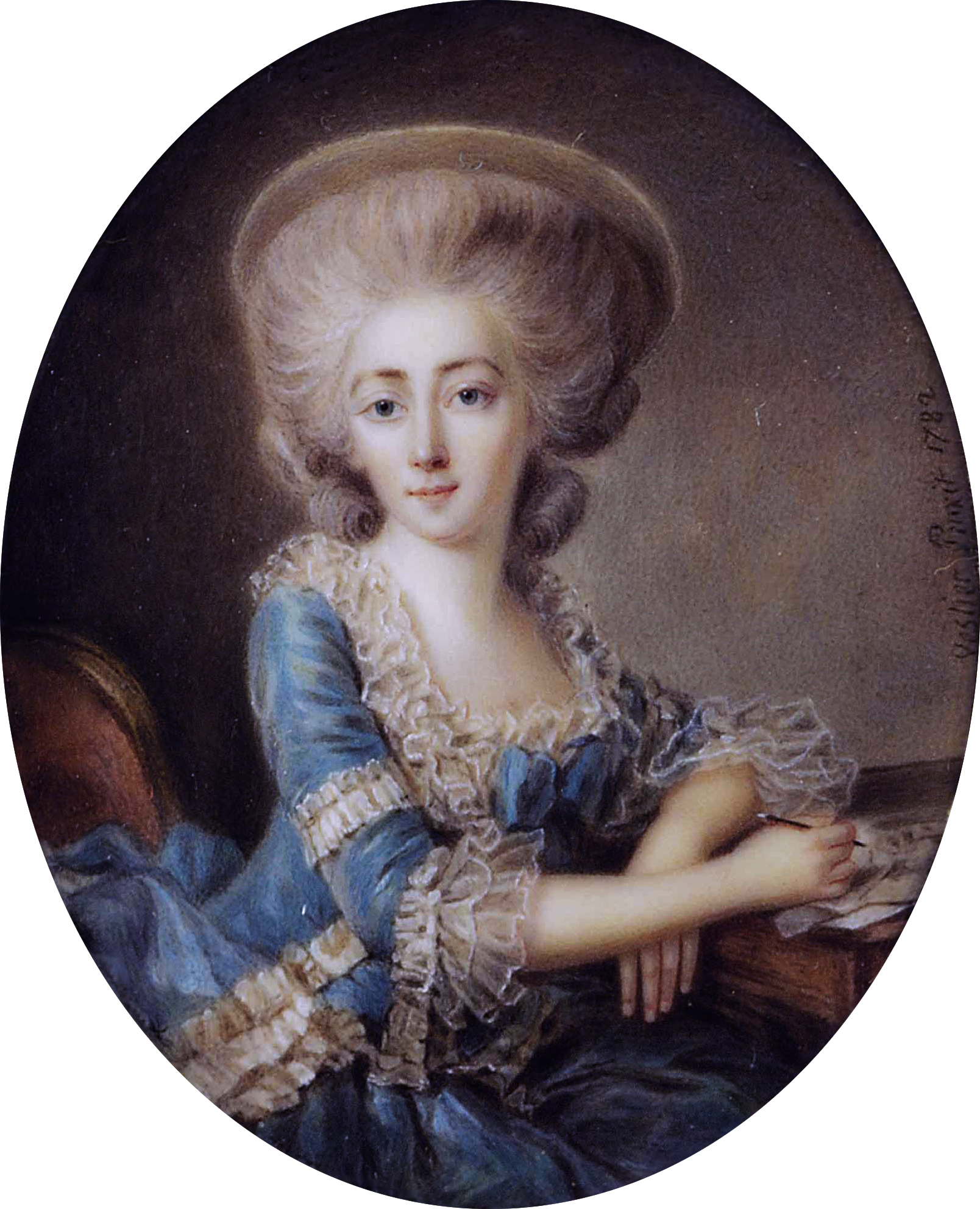
Madame de Montesson par Antoine Vestier.

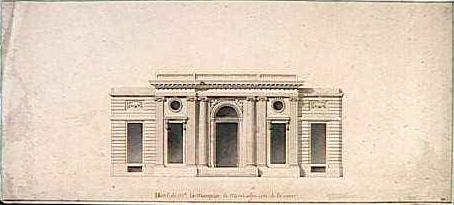
Hôtel de Montesson à la chaussée d'Antin.

Après le mariage, le duc d'Orléans et sa nouvelle épouse fuient le Palais-Royal et Saint-Cloud, leur situation étant désormais incompatible avec les obligations de l'étiquette. Ils vivent discrètement entre le château du Raincy et le château de Sainte-Assise, cadeau de mariage offert à Mme de Montesson, situé à Seine-Port et où elle n'a  jamais eu l'honneur d'une visite royale.
Ce château de Sainte-Assise est censé n'être qu'une simple résidence de campagne. Mais le couple y mène grand train. Une abondante domesticité est mise à contribution. Mme de Montesson est la bienfaitrice de Seine-Port, encourageant le développement du village par d'importantes attributions foncières et faisant montre de charité à l'égard des nécessiteux. Sur un terrain dépendant de son domaine, elle fait aménager une grande place pour accueillir deux foires annuelles. Elle organise également un marché tous les jeudis, fait ouvrir de nouvelles rues pour développer le village. Elle cède des terrains à des conditions avantageuses à ceux qui souhaitent s'y établir. Elle crée également une ferme hollandaise appelée la Vachette flamande.
Remarquable de par son caractère, son esprit et la singularité de sa situation dans le grand monde, Mme de Montesson se distingue encore par d'autres talents. Élève de Gérard van Spaendonck, elle laisse plusieurs tableaux de fleurs. Elle reçoit aussi des leçons de physique et de chimie de Claude-Louis Berthollet et Pierre-Simon de Laplace, admis jusqu'à sa mort dans son intimité.
Mme de Chastenay écrit à ce propos dans ses Mémoires : « Cette femme, sans supériorité dans aucun genre, avait pourtant de véritables talents : elle peignait les fleurs d'une façon pleine d'agrément ; elle avait joué de la harpe et chanté avec succès ; elle avait beaucoup joué la comédie. Un peu gourmée dans ses manières et même, si l'on veut, affectée, à cause de l'incertitude de son attitude dans le monde, elle maintenait autour d'elle une sorte de cérémonial et d'apprêt. Parlant bas et assez lentement, le son de sa voix devenait comme le diapason au ton duquel restaient les conversations autour d'elle. Jamais Mme de Montesson n'avait dû briller par sa taille et par l'élégance des formes mais toute sa personne était gracieuse : la douceur de son esprit, la bonté parfaite de son cœur, la complaisance, l'aménité que l'on trouvait toujours en elle en faisaient la personne la meilleure à connaître et la plus sûre à aimer ».
Passionnée de théâtre, Mme de Montesson offre sa protection à un certain nombre d'auteurs. Ceux qui étaient mal reçus dans les théâtres royaux peuvent ainsi donner en lecture leurs productions dans son salon. À la mort du comte de Pont-de-Veyle, le Duc fait l'acquisition de sa bibliothèque d'œuvres dramatiques qu'il offre à sa femme. Celle-ci la complète de nouvelles pièces. Elle fait également installer un théâtre de société dans son hôtel, construit par Alexandre-Théodore Brongniart, à la chaussée d'Antin où, ayant quitté son hôtel de la rue des Bons-Enfants au Palais-Royal, elle vient s'installer après 1780. Un certain nombre de spectacles agencés par les soins du chevalier de Saint-Georges qui, selon l'auteur des Mémoires de la marquise de Créquy, joue en quelque sorte le rôle de régisseur.
Mme de Montesson y divertit son époux en donnant de petites comédies qu'elle écrit – mais que Carmontelle revoie avant qu'elles ne soient jouées – et où mari et femme jouent souvent eux-mêmes : Marianne ou l'Orpheline, L'Heureux Échange, L'Amant romanesque, Le Sourd volontaire, La Fausse vertu, etc. Ces représentations attirent la société la mieux choisie, dont Voltaire en 1778 et le futur tsar Paul Ier. Au delà de ces représentations théâtrales privées, une pièce fait l'objet d'un spectacle ouvert au public, La Comtesse de Chazelles le 6 mai 1785, mais c'est un échec,.
Vers la fin de la vie du duc d'Orléans, Mme de Montesson prend pour amant le jeune comte de Valence, qui aurait pu être son fils et qui épouse d'ailleurs une de ses petites-nièces, Pulchérie de Genlis. La mort subite du duc, en 1785, l'affecte beaucoup, à quoi s'ajoute l'humiliation que lui fait Louis XVI en lui interdisant de porter son deuil de manière voyante et de le faire porter à ses domestiques. Une contestation s'étant élevée au sujet du douaire stipulé par son contrat de mariage, Louis XVI signe néanmoins au mois de juillet 1792 un acte par lequel il reconnait les droits qu'elle a comme épouse du duc d'Orléans.
Elle fait inhumer le cœur de son mari dans une chapelle, la chapelle Saint-Louis, qu'elle fait élever dans l'église de Seine-Port, à la suite de quoi elle vend Sainte-Assise et se retire pendant un an au couvent de l'Assomption avant de regagner la chaussée d'Antin.
Brièvement emprisonnée sous la Terreur, elle est libérée après le 9 thermidor.
Amie de Joséphine de Beauharnais qu'elle a connue au temps de son premier mariage, elle renoue avec elle pendant l'expédition d'Égypte, puis durant un voyage aux eaux de Plombières. À son retour le général Napoléon Bonaparte, parcourant les papiers de sa femme, remarque plusieurs lettres flatteuses de Mme de Montesson. Dès lors, elle s'attire l'affection du premier consul, devenu ensuite empereur, qui lui fait payer son douaire, que Mme de Montesson avait préféré risquer de perdre entièrement, plutôt que de le faire liquider comme ses autres-créances sur l'État.
Tenant à nouveau un rôle un salon littéraire, elle se fait aménager en 1802 toujours par Brongniart une retraite paisible au moulin de Romainville, où elle se retire,.

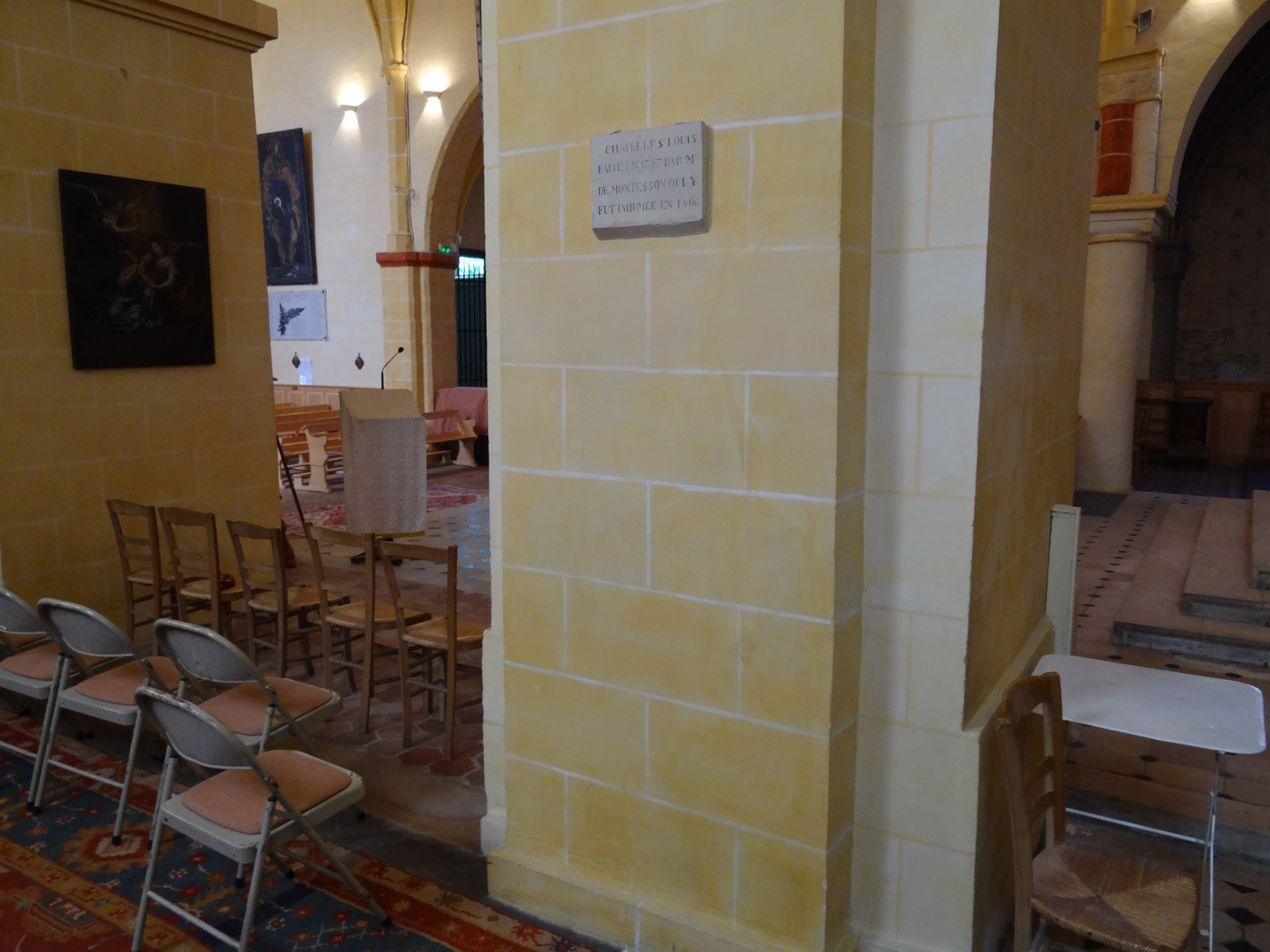
La plaque commémorative dans l'église Saint-Sulpice de Seine-Port.

Elle meurt à Paris rue de Provence le 5 février 1806,.
Selon son désir, son héritier, le comte de Valence, la fait inhumer à Seine-Port, sous le monument qui abrite le cœur du duc d'Orléans. Mais, l'inscription qu'y fait graver le roi Louis-Philippe Ier en 1834 ne mentionne pas sa présence. Seule une modeste plaque au mur donne son nom.

## Témoignages
Dans ses Mémoires, Alexandre Dumas indique que son grand-père « tenait en véritable idolâtrie » Mme de Montesson.

## Sources
« Madame de Montesson », dans Louis-Gabriel Michaud, Biographie universelle ancienne et moderne : histoire par ordre alphabétique de la vie publique et privée de tous les hommes avec la collaboration de plus de 300 savants et littérateurs français ou étrangers, 2e édition, 1843-1865 [détail de l’édition]